# Eslovenia en los Juegos Paralímpicos de Tokio 2020
Eslovenia estuvo representada en los Juegos Paralímpicos de Tokio 2020 por siete deportistas masculinos.

## Medallistas
El equipo paralímpico esloveno obtuvo las siguientes medallas:
| Nombre                | Deporte | Evento                                           |
| --------------------- | ------- | ------------------------------------------------ |
| Oro                   |         |                                                  |
| —                     |         |                                                  |
| Plata                 |         |                                                  |
| Franček Gorazd Tiršek | Tiro    | Rifle de aire de pie 10 m SH2 mixto              |
| Bronce                |         |                                                  |
| Franček Gorazd Tiršek | Tiro    | Rifle de aire en posición tendida 10 m SH2 mixto |